# 外壬
外壬（？—？），在甲骨文中被稱作卜壬，子姓，名发，太戊之子，商朝君主，前任君主中丁之弟。

## 在位年數
現今流傳文獻記載的外壬在位年數有3種說法：
- 在位5年，《太平御覽》卷83引《史記》。
- 在位10年，《今本竹書紀年》。
- 在位15年，《冊府元龜》、《皇極經世》、《資治通鑑外紀》、《資治通鑑前編》、《通志》、《文獻通考》均同。